# Sidi Ali
Sidi Ali (em árabe: سيدي على) é uma cidade e comuna na província de Mostaganem, Argélia. É a capital do distrito homônimo. Segundo o censo de 2008, a população total da cidade era de 37 230 habitantes.